# American McGee
 (décembre 2023).
Si vous disposez d'ouvrages ou d'articles de référence ou si vous connaissez des sites web de qualité traitant du thème abordé ici, merci de compléter l'article en donnant les références utiles à sa vérifiabilité et en les liant à la section « Notes et références ».
Pour les articles homonymes, voir McGee.
American McGee (né American James McGee le 13 décembre 1972 à Dallas)  est un développeur de jeu vidéo américain.

## Les débuts
American McGee a commencé sa carrière dans la compagnie id Software. Il travaillait à la conception de niveaux et fit partie de l'équipe de programmation de jeux comme Doom, Doom II: Hell on Earth, Quake, et Quake II. En 1998, il rejoint les rangs d'Electronic Arts, où il travailla comme conseiller pour de nombreux projets, et où il créa aussi son propre jeu, American McGee's Alice. Après avoir terminé Alice, il quitta Electronic Arts et fonda sa société, The Mauretania Import Export Company, maison de production de jeux et de films, dont il est le président.

## Actuellement
Depuis, McGee a produit le jeu Scrapland, et parmi ses projets en cours se trouvent American McGee's Oz et American McGee's Red. Sa dernière production est Alice : Retour au pays de la folie (Alice: Madness Returns). 
La production d'Oz a été reportée, ce qu'American McGee met sur le compte d'un manque d'intérêt de la part des maisons d'édition de jeux pour les idées nouvelles et les produits qui ne bénéficient pas d'un titre prestigieux. American compte sur la création d'un film basé sur l'histoire du jeu pour trouver un financement. Il a récemment[Quand ?] commencé à écrire le script pour les films Oz, qu'il a présenté comme une trilogie qui serait produite par Disney et Jerry Bruckheimer. Oz en est toujours au stade de développement, et il n'y a eu aucune annonce officielle à propos des films. Il en va de même pour le film basé sur Alice. American n'a pas le moindre contrôle sur Alice, et seulement un contrôle limité sur Oz.
En 2008, son nouveau jeu nommé American McGee's Grimm fait son entrée chez Gametap sous forme de 24 épisodes téléchargeables sur le site officiel de Gametap. De la même façon qu'Alice, American McGee s'en prend cette fois-ci aux contes de Grimm, rendant glauques et malsains ces célèbres contes pour enfants tel que Le Petit Chaperon rouge, Jack et le Haricot magique ou encore Cendrillon mais qui au lieu de plonger le tout dans une horreur angoissante, préfère néanmoins le thème de la parodie, brisant à grand coup de marteau les interminables Happily Ever After.
La dernière saison de Grimm terminée, McGee sort en 2011 un nouveau jeu vidéo : Alice : Retour au pays de la folie (Alice: Madness Returns), une suite de sa réadaptation du livre sur PC, Xbox 360 et PlayStation 3.

## Anecdote sur le prénom d'American McGee
American est le vrai prénom de McGee, et non pas un pseudonyme. Alors qu'on lui demandait d'où lui venait son nom inhabituel, il répondit « Ma mère fumait des joints. Elle était hippie. Je ne sais pas trop comment formuler ça autrement. » (« My mom smoked pot. She was a hippie. I'm not sure how else to put that. »). Sur son site Internet, American ajoute à ce propos : « Elle prétend qu'une femme qu'elle a connue à l'université, qui a prénommé sa fille 'America', lui a inspiré ce prénom. Elle m'a aussi dit qu'elle avait pensé à m'appeler 'Obnard'. Elle est et aura toujours été quelqu'un de très excentrique et créatif. » (« She claims a woman she knew in college, who named her daughter 'America', inspired the name. She also tells me that she was thinking of naming me 'Obnard'. She was and always has been a very eccentric and creative person. »).

## Jeux vidéo
- American McGee's Alice (2001) : Le premier jeu d'American McGee, qui a rencontré un certain succès dans ces années, que le jeu retrouvera en 2011 avec la sortie de sa suite Alice : Retour au pays de la folie (Alice: Madness Returns). Le jeu est une relecture du célèbre conte de Lewis Caroll, dans une version glauque et malsaine, ou vous contrôlerez Alice à la manière d'un TPS (jeu de shoot à la 3e personne) dans un pays merveilleux dévasté à cause de la culpabilité d'Alice après la mort de ses parents.
- Scrapland (2005) : Un jeu d'action/aventure ou on alterne les scènes à pied et les scènes de shoot intergalactique en 3D. En effet, il vous faudra évoluer dans un univers futuriste entièrement robotisé. Le jeu ne rencontrera pas le même succès qu'alice.
- Bad Day L.A. (2006) : Bad Day L.A. il vous faudra contrôler un clochard dans la ville de Los Angeles dévastée après diverses catastrophes. Le jeu souffre de critiques négatives vis-à-vis de son humour et de son gameplay, accusé de manquer d'innovation.
- American McGee's Grimm (2008) : Le deuxième jeu d'American McGee sur le thème des contes revisités en version malsaine, mais dans une dimension plus parodique qu'Alice. Le jeu est disponible sur Gametap, divisés en 24 épisodes. Ce fut le premier jeu d'American McGee dans son studio: Spicy Horse.
- Alice : Retour au pays de la folie (Alice: Madness Returns) : La suite d'American McGee's Alice. Cette fois, Alice devra retrouver sa mémoire cachée dans un Pays des Merveilles dévasté pour recoller les pièces du puzzle, tout en se sauvant de la folie.
- OZombie : relecture du classique de L. Frank Baum, Le Magicien d'Oz, OZombie suit la descendante de Dorothy qui débarque au Pays d'Oz pour mettre fin, aux côtés du lion et de l'Homme de Fer, au règne de l'Épouvantail et de son armée de zombies[1]...